# Campionati europei di atletica leggera 2010 - Lancio del giavellotto maschile
La competizione si è svolta tra il 30 ed il 31 luglio 2010.

## Podio
| #       | Atleta              | Nazionalità | Misura  |
| ------- | ------------------- | ----------- | ------- |
| Oro     | Andreas Thorkildsen | Norvegia    | 88,37 m |
| Argento | Matthias de Zordo   | Germania    | 87,81 m |
| Bronzo  | Tero Pitkämäki      | Finlandia   | 86,67 m |

## Record
Prima di questa competizione, il record del mondo (RM), il record europeo (EU) ed il record dei campionati (RC) sono i seguenti:
| Record                | Prestazione | Atleta                    | Data                              | Competizione            |
| --------------------- | ----------- | ------------------------- | --------------------------------- | ----------------------- |
| Record mondiale       | 98.48m      | Jan Železný Rep. Ceca     | 25 maggio 1996 Jena, Germania     |                         |
| Record europeo        | 98.48m      | Jan Železný Rep. Ceca     | 25 maggio 1996 Jena, Germania     |                         |
| Record dei campionati | 89.72m      | Steve Backley Regno Unito | 23 agosto 1998 Budapest, Ungheria | Campionati europei 1998 |

## Programma
| Data           | Ora   | Turno          |
| -------------- | ----- | -------------- |
| 30 luglio 2010 | 10:20 | Qualificazioni |
| 31 luglio 2010 | 20:05 | Finale         |

## Risultati

### Qualificazioni
L'accesso alla finale è riservato ai concorrenti con una misura di almeno 81.00 m (Q) o ai primi 12 della qualificazione (q).
| Pos. | Gruppo | Atleta               | Paese       | #1    | #2    | #3    | Risultato | Note |
| ---- | ------ | -------------------- | ----------- | ----- | ----- | ----- | --------- | ---- |
| 1    | A      | Teemu Wirkkala       | Finlandia   | 76.89 | 83.57 | -     | 83.57     | Q    |
| 2    | B      | Tero Pitkämäki       | Finlandia   | 76.65 | 83.15 | -     | 83.15     | Q    |
| 3    | A      | Matthias de Zordo    | Germania    | 74.89 | 77.82 | 82.34 | 82.34     | Q    |
| 4    | A      | Ainārs Kovals        | Lettonia    | 78.58 | 78.22 | 79.32 | 79.32     | q    |
| 5    | B      | Dmytro Kosynskyy     | Ucraina     | x     | 71.30 | 79.29 | 79.29     | q    |
| 6    | A      | Andreas Thorkildsen  | Norvegia    | x     | x     | 78.82 | 78.82     | q    |
| 7    | B      | Ēriks Rags           | Lettonia    | x     | x     | 78.45 | 78.45     | q    |
| 8    | A      | Roman Avramenko      | Ucraina     | 74.84 | x     | 78.11 | 78.11     | q    |
| 9    | A      | Vítězslav Veselý     | Rep. Ceca   | x     | 77.76 | 74.99 | 77.76     | q    |
| 10   | B      | Petr Frydrych        | Rep. Ceca   | 77.56 | x     | 75.96 | 77.56     | q    |
| 11   | B      | Oleksandr Pyatnytsya | Ucraina     | 77.20 | x     | 77.54 | 77.54     | q    |
| 12   | A      | Sergej Makarov       | Russia      | 76.69 | 74.13 | 74.54 | 76.69     | q    |
| 13   | A      | Csongor Olteán       | Ungheria    | 76.53 | 75.05 | x     | 76.53     |      |
| 14   | B      | Uladzimir Kazlou     | Bielorussia | x     | 76.29 | 72.33 | 76.29     |      |
| 15   | A      | Gabriel Wallin       | Svezia      | 71.85 | x     | 76.12 | 76.12     |      |
| 16   | A      | Jakub Vadlejch       | Rep. Ceca   | x     | 76.04 | x     | 76.04     |      |
| 17   | B      | Harri Haatainen      | Finlandia   | 75.83 | x     | x     | 75.83     |      |
| 18   | B      | Jérôme Haeffler      | Francia     | 67.60 | 75.60 | x     | 75.60     |      |
| 19   | B      | Rafael Baraza        | Spagna      | 71.96 | 68.22 | 73.34 | 73.34     |      |
| 20   | B      | Martin Benak         | Slovacchia  | 73.18 | x     | x     | 73.18     |      |
| 21   | B      | Ilya Korotkov        | Russia      | 72.04 | x     | 71.07 | 72.04     |      |
| 22   | A      | Ioánnis Smaliós      | Grecia      | 71.57 | x     | -     | 71.57     |      |
| 23   | B      | Vadims Vasiļevskis   | Lettonia    | x     | x     | 67.56 | 67.56     |      |

### Finale
| Class.  | Atleta               | Nazione   | #1    | #2    | #3    | #4    | #5    | #6    | Risultato | Note                          |
| ------- | -------------------- | --------- | ----- | ----- | ----- | ----- | ----- | ----- | --------- | ----------------------------- |
| Oro     | Andreas Thorkildsen  | Norvegia  | 86.32 | 88.37 | 86.30 | 84.12 | –     | 83.40 | 88.37     |                               |
| Argento | Matthias de Zordo    | Germania  | 86.22 | 87.81 | 87.06 | x     | x     | 84.12 | 87.81     | Miglior prestazione personale |
| Bronzo  | Tero Pitkämäki       | Finlandia | 81.47 | x     | 82.30 | 83.96 | 86.67 | 86.31 | 86.67     |                               |
| 4       | Oleksandr Pyatnytsya | Ucraina   | 81.24 | 80.91 | 78.91 | 82.01 | 76.59 | x     | 82.01     |                               |
| 5       | Teemu Wirkkala       | Finlandia | 78.52 | 76.94 | 81.76 | x     | 81.14 | 81.31 | 81.76     |                               |
| 6       | Ainārs Kovals        | Lettonia  | 81.19 | x     | x     | x     | 75.19 | 80.55 | 81.19     |                               |
| 7       | Sergej Makarov       | Russia    | 80.86 | 78.31 | 78.89 | x     | x     | –     | 80.86     |                               |
| 8       | Roman Avramenko      | Ucraina   | x     | x     | 78.65 | x     | x     | 79.52 | 79.52     |                               |
| 9       | Vítězslav Veselý     | Rep. Ceca | 69.42 | x     | 77.83 |       |       |       | 77.83     |                               |
| 10      | Petr Frydrych        | Rep. Ceca | 77.30 | 76.69 | 76.76 |       |       |       | 77.30     |                               |
| 11      | Ēriks Rags           | Lettonia  | x     | 76.93 | 76.08 |       |       |       | 76.93     |                               |
| 12      | Dmytro Kosynskyy     | Ucraina   | x     | 73.26 | 73.11 |       |       |       | 73.26     |                               |